# Ogham-Unterschrift im Stowe Missal

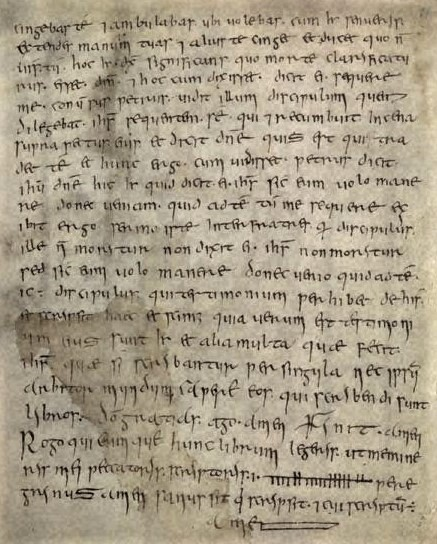
Stowe Missal, fol. 11 r – mit Ogham-Unterschrift

Die Ogham-Unterschrift im Stowe Missal ist die Unterschrift eines Schreibers in Ogham-Schrift in dem Messbuch Stowe Missal aus Irland. Die Niederschrift des Stowe Missal wird auf etwa 800 n. Chr. datiert. Die Ogham-Unterschrift SONID steht nach Auszügen des Johannes-Evangeliums und nach einer Bitte des Schreibers an den Leser, den Schreiber bei seinen Gebeten nicht zu vergessen. Sowohl die Auszüge des Johannes-Evangeliums als auch die Bitte um Gebet sind mit irischer Schrift geschrieben in Latein verfasst. Die Ogham-Signatur ist auf Folium 11 recto, der letzten Seite des ersten Teils. Erst der zweite Teil ab Folium 12 ist inhaltlich gesehen das eigentliche Messbuch.

## Beschreibung der Signatur SONID
Die Ogham-Signatur SONID ist in den in irischer Schrift geschriebenen lateinischen Text eingebettet. Beim Text werden am rechten Zeilenrand begonnene Wörter ohne jegliche Kennzeichnung einer Silbentrennung auf der nächsten Zeile gleich weitergeführt.
Zeilenweise Übertragung des Originals (beginnend 4. Zeile von unten des fol. 11 r) gemäß George Frederic Warner (1845–1936):
„Rogo quicumque hunc librum legeris. ut memine
ris mei peccatoris. scriptoris .i. ᚄᚑᚅᚔᚇ pere
grinus Amen sanus sit qui scripsit. et cui scriptum est.
Amen.“
Die Abkürzung „.i.“ bedeutet „id est“ („das ist“). Der Schreiber des Johannes-Evangeliums unterzeichnet gemäß dem irischen Historiker James Henthorn Todd (1805–1869) mit „SONID peregrinus“, also „SONID, der Pilger“. Die genaue Bedeutung dieses Beinamens ist nicht sicher. Möglicherweise war der Schreiber um etwa 800 n. Chr. auf einer Pilgerreise oder er war wie viele andere damals als Fremder („peregrinus“ bedeutet auch „Fremder“) zur religiösen Unterweisung nach Irland gekommen. Allerdings ist in den historischen Aufzeichnungen Irlands weder ein Pilger mit diesem Namen bekannt noch gibt es überhaupt eine Erwähnung dieses Namens in irgendwelchen anderen Handschriften. „So scheinen diese Buchstaben eher das Namenskürzel eines Namens zu sein als der eigentliche Name selbst.“
Auch ein Wortspiel zwischen dem irischen Wort „sonaid“ („glücklich“, „wohlhabend“) und dem im nächsten Satz vorkommenden lateinischen Wort „sanus“ („gesund“, „heil“) im Zusammenspiel mit dem Schreibernamen Sonid wird für denkbar gehalten.